# Luci Semproni Atratí (cònsol 34 aC)
Luci Semproni Atratí (llatí: Lucius Sempronius Atratinus) va ser un magistrat romà del segle i aC de la família dels Atratí, una branca de la gens Semprònia.
Va ser l'acusador de Marc Celi Rufus, que era defensat per Ciceró. Aquest Atratí va ser probablement la mateixa persona que el cònsol de l'any 34 aC, elegit en el lloc de Marc Antoni que havia renunciat al seu favor.